# Alina Litvinenko
Alina Sergeyevna Litvinenko es una futbolista kirguís que juega como delantera en el BIIK Kazygurt.
Debutó con la selección absoluta en 2009 con 13 años, marcando un hat-trick en un Kirguistán 4-1 Palestina. Es por ello la futbolista más joven de la historia en marcar en un partido de selecciones absolutas, tanto en el fútbol femenino como masculino.
También marcó un triplete en su debut en la Champions League, en un BIIK Kazygurt 3-0 Pärnu JK (2012).